# 普吕姆兰
普吕姆兰（法語：Plumelin，法語發音：[plymlɛ̃]）是法国莫尔比昂省的一个市镇，属于蓬蒂维区。

## 地理
普吕姆兰（47°51'42"N, 2°53'17"W）面积31.33 平方千米，位于法国布列塔尼大區莫尔比昂省，该省份为法国西北部沿海省份，位于布列塔尼半岛南部，北起阿摩尔滨海省、西接菲尼斯泰尔省，南濒大西洋，东南接大西洋卢瓦尔省，东临伊勒-维莱讷省。
与普吕姆兰接壤的市镇（或旧市镇、城区）包括：莫雷阿克、洛克米内、穆斯图瓦尔阿克、拉沙佩勒讷沃、盖南、埃沃利斯。

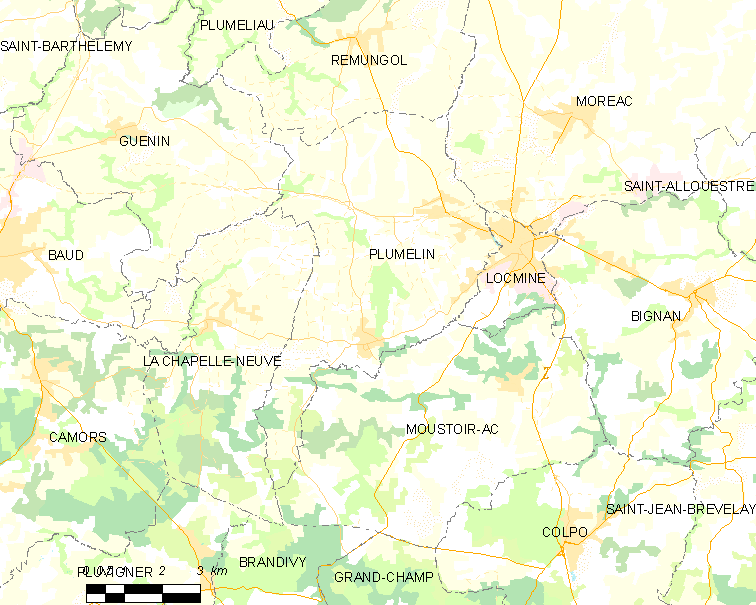
普吕姆兰的OSM定位图

普吕姆兰的时区为UTC+01:00、UTC+02:00（夏令时）。

## 行政
普吕姆兰的邮政编码为56500，INSEE市镇编码为56174。

## 政治
普吕姆兰所属的省级选区为格朗尚县。

## 人口

1962-2008年间普吕姆兰人口变化图示

普吕姆兰于2022年1月1日时的人口数量为2841人。